# Rimantas Šidlauskas
Rimantas Šidlauskas (ur. 14 czerwca 1962 w Bebrikiai w rejonie kiejdańskim, zm. 12 września 2022) – litewski dyplomata, w latach 2002–2008 ambasador w Federacji Rosyjskiej. 

## Życiorys
W 1985 ukończył romanistykę na Wydziale Filologii Uniwersytetu Wileńskiego. W 1989 podjął pracę w Ministerstwie Spraw Zagranicznych Litewskiej SRR. Na początku lat 90. przebywał na stażu w Republice Francuskiej. W 1994 objął urząd dyrektora Departamentu Konsularnego MSZ, który sprawował do 2000. W 2000 objął placówkę dyplomatyczną w Ottawie jako ambasador nadzwyczajny i pełnomocny Litwy. Od 2002 do 2008 pełnił funkcję ambasadora w Federacji Rosyjskiej. 
Deklaruje znajomość języków francuskiego, angielskiego i rosyjskiego.